# Tiefflug

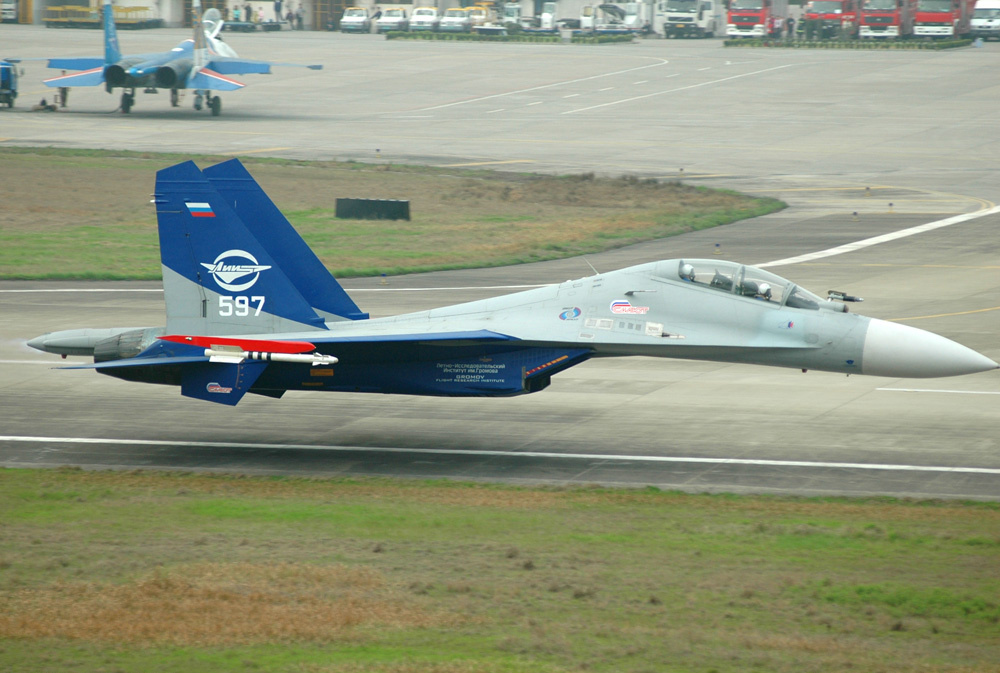
Eine Suchoi Su-30LL 2006 im extremen Tiefflug

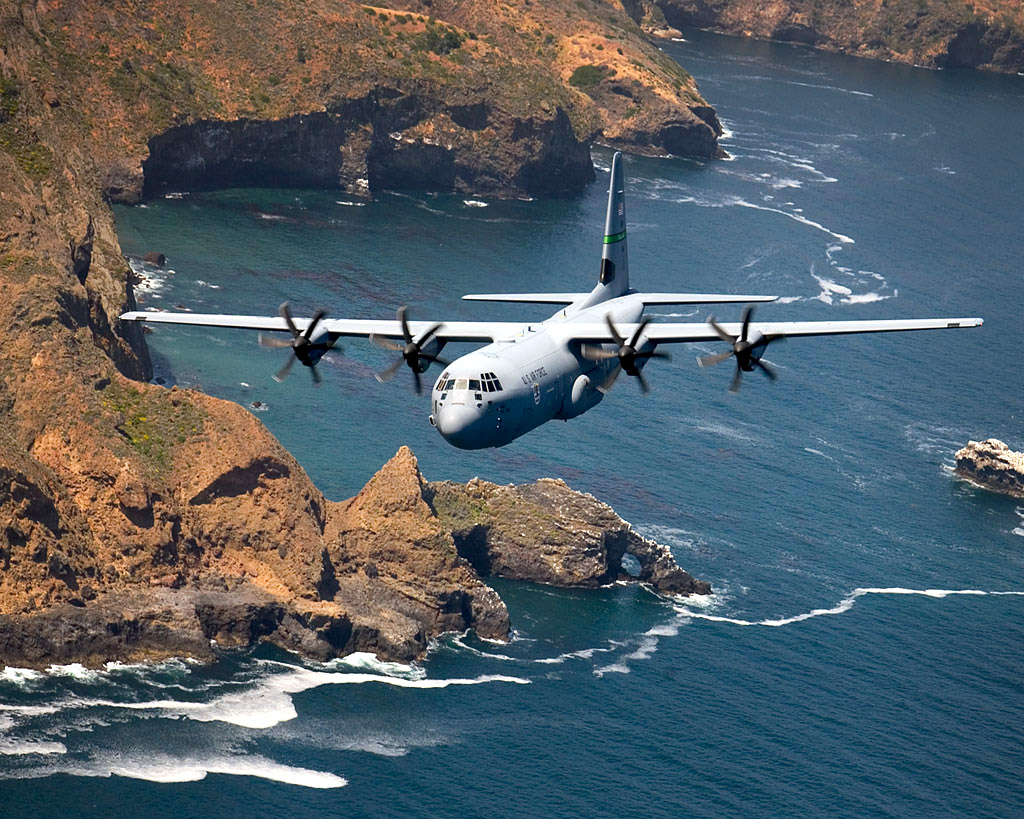
Tiefflug einer Lockheed C-130, 2006

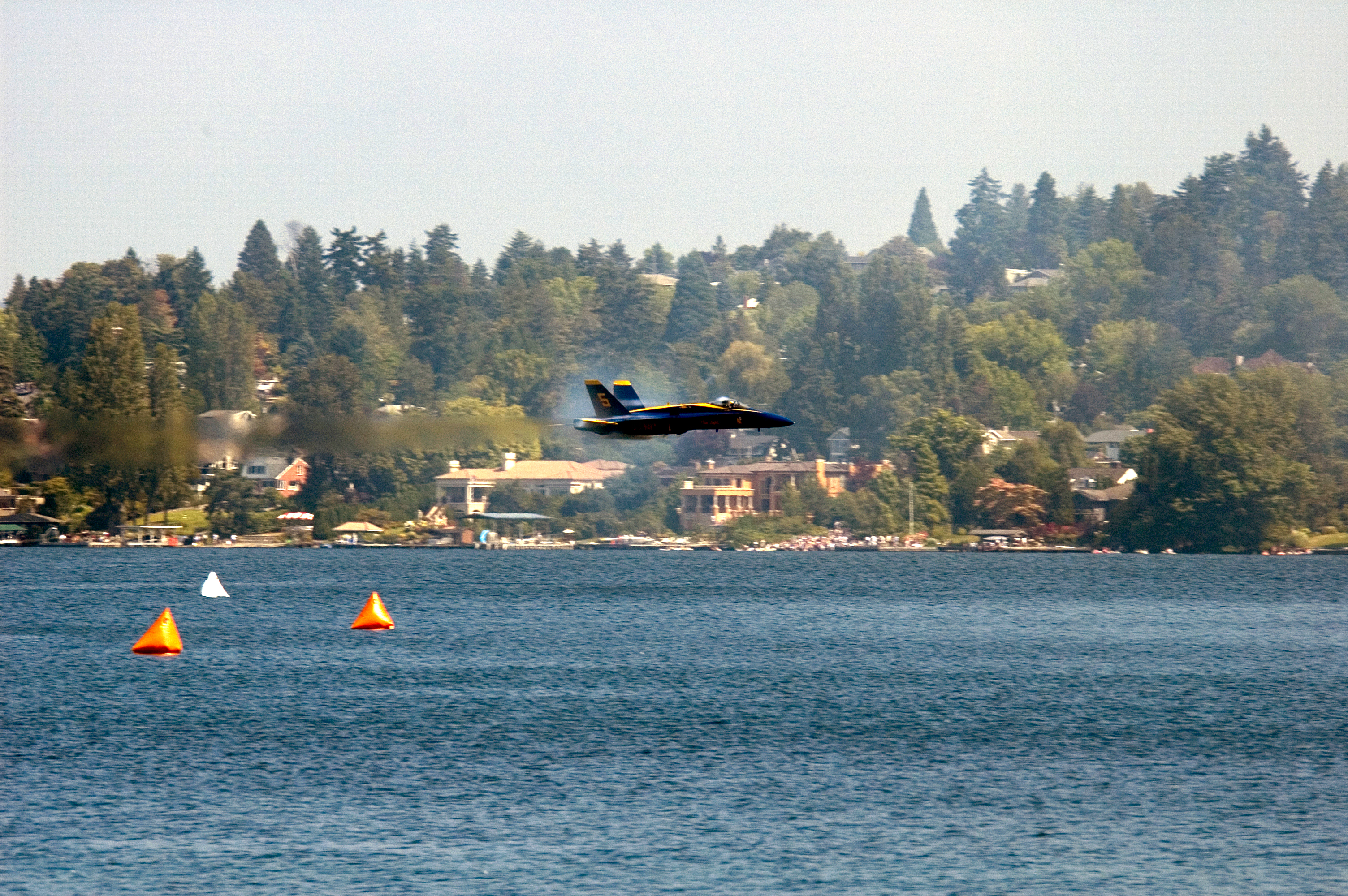
Tiefflug-Demonstration mit einer F/A-18 der Blue Angels in Seattle, 2005

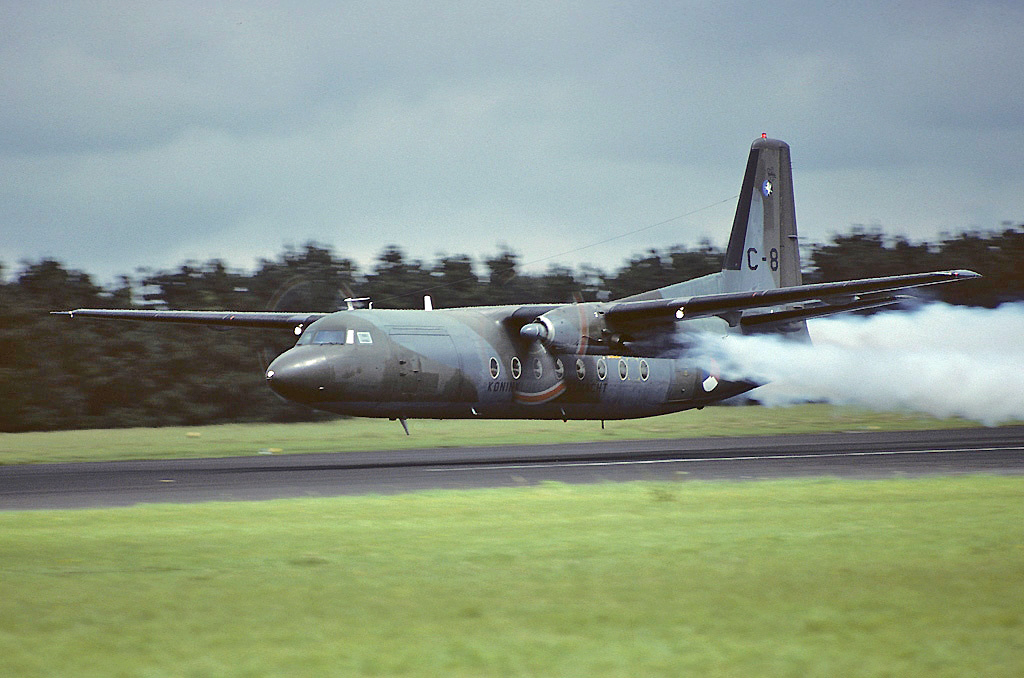
Troopship (F-27-300M) 1982 im extremen Tiefflug

Tiefflug wird der andauernde Flug eines Flugzeugs im Höhenbereich zwischen 10 m und 600 m Flughöhe genannt. In der Fliegersprache spricht man auch von „Tiefer Luft“.

## Militärischer Tiefflug
Der militärische Tiefflug mit Kampfflugzeugen dient dem Unterfliegen des Luftraumkontrollradars und der Vermeidung gegnerischen Abwehrfeuers. Das Unterfliegen beruht darauf, dass natürliche Hindernisse zwischen Kontrollradar und Flugzeug den Radarkontakt zum Flugzeug unmöglich machen.
Im Zweiten Weltkrieg diente das Tieffliegen dazu, mittels kürzerer Entfernung zum Ziel die Treffergenauigkeit zu erhöhen. Beim Beschießen gepanzerter Ziele wurde so die Durchschlagskraft erhöht. Zudem sieht ein Schütze wegen der kürzeren Flugzeit seiner Geschosse früher, ob er das gewünschte Ziel trifft bzw. ob er die Schussrichtung korrigieren muss.
Ein Tiefflieger hat einen höheren Überraschungseffekt. Er ist beim Anflug länger in der Deckung von Sichthindernissen. Oft ist ein Tiefflieger schon wieder außer Sichtweite eines Schützen bzw. einer Flak, bevor diese(r) sich schussbereit machen konnte.

### Situation in Deutschland

#### Bis 1990
Zur Zeit des Kalten Krieges waren Tiefflüge mit Strahlflugzeugen mit einer Mindesthöhe von 500 Fuß (ca. 150 Metern) im gesamten Bundesgebiet mit Ausnahme grenznaher Räume, von Großstädten, Flugplatzkontrollzonen und bestimmter gesperrter Gebiete erlaubt. Für das Kampfflugzeug F-104 G Starfighter galt von 1967 bis April 1980 die Mindesthöhe von 800 Fuß (ca. 244 Meter). Mit Einführung der Kampfflugzeuge F-4F und RF-4E Phantom II wurde diese Regelung bis zu ihrem Auslaufen am 24. April 1980 übernommen.
Darüber hinaus gab es für bestimmte Tiefflugübungen von NATO-Luftstreitkräften sieben Tieffluggebiete 250ft (u. a. im Raum Borken, Cloppenburg, Nördlingen, Holzminden, Schneverdingen und Itzehoe) mit einer zulässigen Mindestflughöhe von 250 Fuß (ca. 76 Metern) über dem Erdboden.
1986 wurden rund 87.000 Tiefflüge vom Bundesverteidigungsministerium erfasst, davon rund 32.000 durch die Bundeswehr.
Aufgrund der anhaltenden Lärmbelastungen für die Bevölkerung stellte Verteidigungsminister Gerhard Stoltenberg am 28. September 1989 im Verteidigungsausschuss des Deutschen Bundestages ein neues Tiefflugkonzept der Luftwaffe vor. Eine völlige Einstellung der Tiefflüge, die die Opposition (SPD und Grüne) forderte, lehnte er ab, weil dadurch nach seinen Worten die Bündnisfähigkeit der Bundesrepublik Deutschland in Frage gestellt werde. Das Tiefflugkonzept sah eine Verminderung des Fluglärms vor. Dies sollte erreicht werden durch eine Reduzierung der Fluggeschwindigkeit von 820 km/h auf 778 km/h, was nach Angaben des Verteidigungsministeriums zu einer Verminderung des Fluglärms um bis zu 25 % führt. Ein Drittel aller Abfangübungen im Tiefflug sollen von 150 Meter auf 450 Meter angehoben werden. Eine Neueinteilung der Tieffluggebiete oblag der Zustimmung der Länder.

#### Nach 1990
Aufgrund der veränderten Bedrohungslage nach 1990 wurden Tiefflüge zunächst reduziert. Die Mindestflughöhe wurde von 500 auf 1000 Fuß (ca. 150 m auf 300 m) erhöht. Die Nutzung der „Tieffluggebiete 250 ft“ ist Stand 2023 ausgesetzt und kann nur durch das Bundesministerium der Verteidigung genehmigt werden; die Aktivierung wird per NOTAM bekanntgegeben.
Der deutsch-sowjetische Stationierungs- und Abzugsvertrag vom September 1990 bestimmte für die neuen Bundesländer, dass sowjetische Piloten ab 1991 von Montag bis Donnerstag bis 20 Uhr Tiefflüge bis 600 Metern üben konnten und am Freitag bis 15 Uhr. An Wochenenden und Feiertagen waren Tiefflüge verboten. Tiefflüge unter 300 Metern waren der sowjetischen Luftwaffe zudem nur über dünn besiedelten Gebieten erlaubt.
Ausnahmen für Flüge unter 1000 Fuß (300 m) bestanden zudem aufgrund von Bündnisverpflichtungen für die Staffeln des Eingreifverbandes Allied Command Europe Mobile Forces (AMF) und ab 1995 bis 2010 für die Krisenreaktionskräften der Luftwaffe (jährlich begrenzt auf 700 Flugstunden) sowie für die Vorbereitung und Durchführung des Lehrgangs Tactical Leadership Programme (TLP) (jährlich begrenzt auf 800 Flugstunden). Rund 100 Flugstunden waren zudem noch erlaubt für Aufrechterhaltung der technischen Einsatzfähigkeit und Flüge der Wehrtechnischen Dienststellen der Bundeswehr. Infolge des Zweiten Golfkriegs bestand außerdem eine Ausnahmegenehmigung für die britischen und US-amerikanischen Luftstreitkräfte im Zeitraum vom 1. September 1990 bis zum 4. Januar 1991.
1993 und 1994 wurde das Kontingent der Tiefflugstunden für das „Tactical Leadership Programme (TLP)“ reduziert und stand im Umfang von 124 bzw. 161 Flugstunden den NATO-Manövern „Central Enterprise“ und „Cold Fire“ zur Verfügung.
Von 1992 bis 1994 sank die Anzahl der Flugstunden der Bundeswehr im Tiefflug zwischen 1500 Fuß (450 m) und 1000 Fuß (300 m) von 7.152 Stunden auf 6.057 Stunden. Die alliierten Streitkräfte verringerten ihre Tiefflüge zwischen 1500 Fuß (450 m) und 1000 Fuß (300 m) von 12.744 auf 6.100 Flugstunden. Die Tiefflüge der Bundeswehr im Höhenbereich 500 bis 1000 Fuß erhöhte sich von 375 auf 806 Flugstunden. Die Tiefstflüge im Bereich 250 bis 500 Fuß verringerten sich im gleichen Zeitraum von 619 auf 28 Flugstunden.
Aktuelle Regelungen auf Grundlage des Luftverkehrsgesetzes sind im Militärischen Luftfahrthandbuch Deutschland publiziert.
Die Einhaltung der Regelungen zu Tiefflügen wurde von der Bundeswehr bis 2006 durch das schnell verlegbare Radarsystem Skyguard überwacht. Seit 2007 erfolgt die Überwachung durch die Zentrale Flugüberwachung ZFÜ in Köln-Wahn.

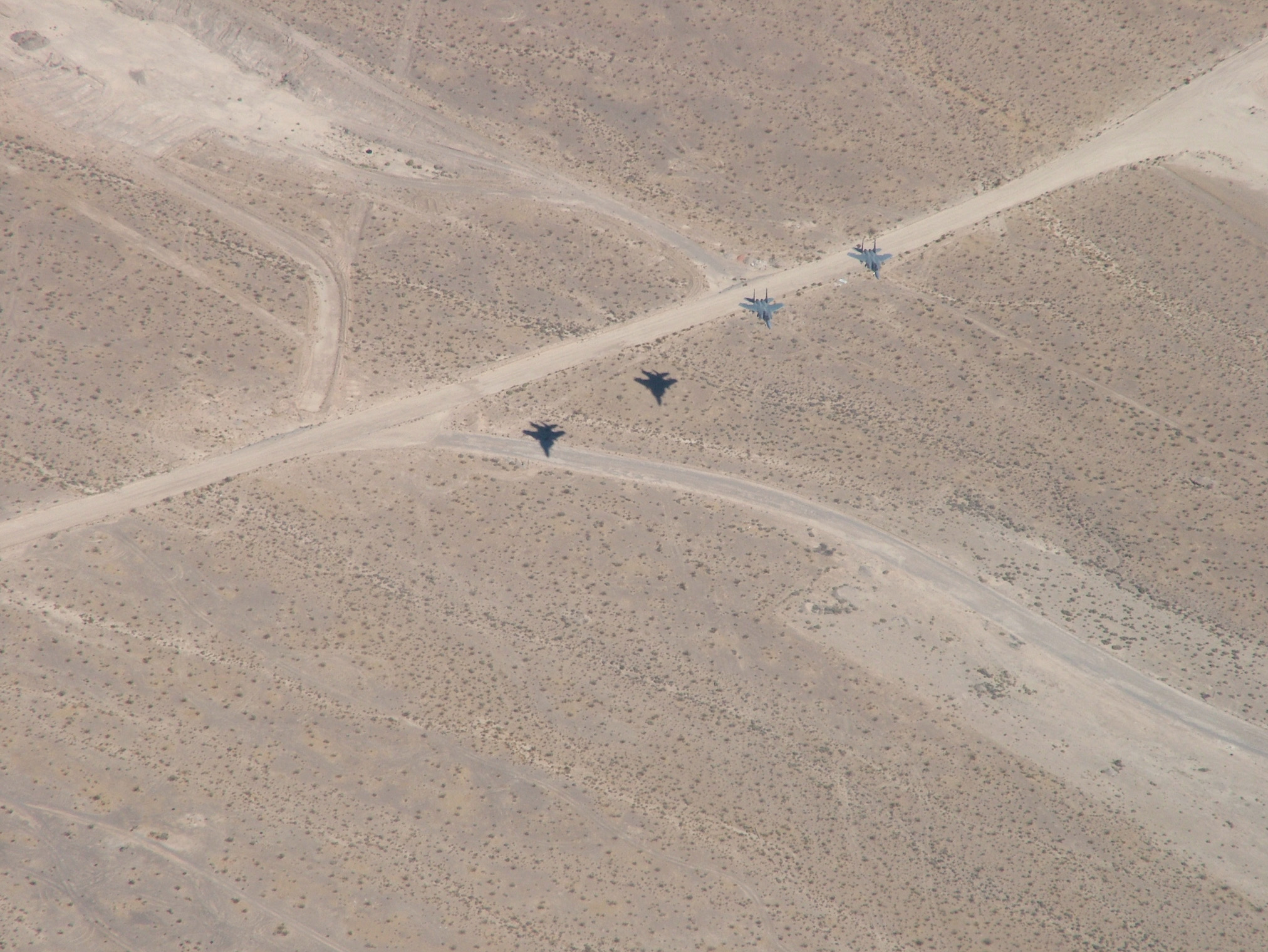
Zwei F-15 im Tiefflug
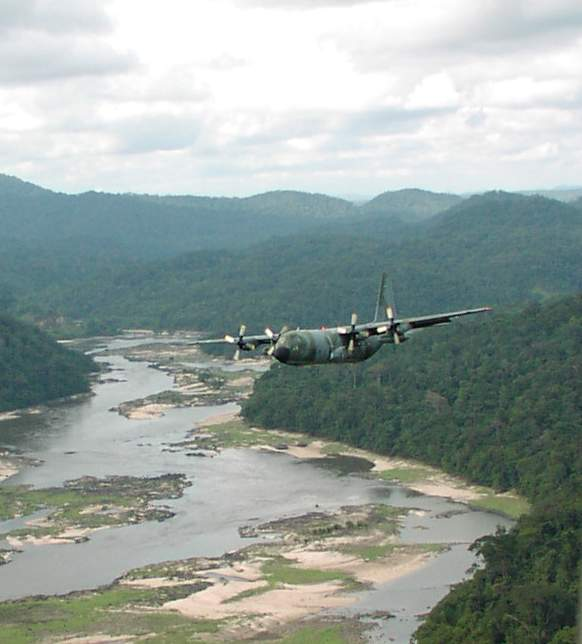
Lockheed C-130 über Gabun
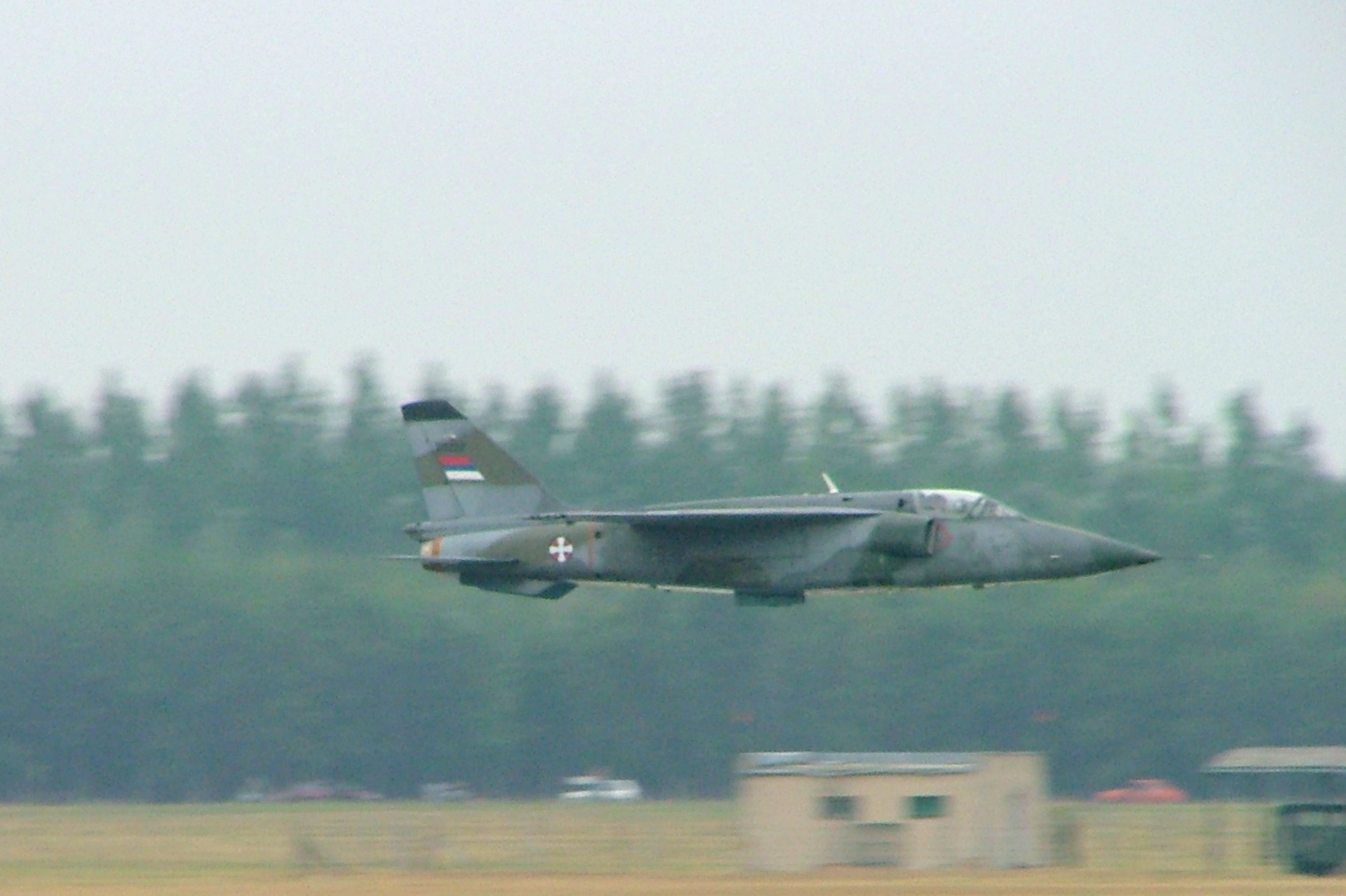
Soko J-22 Orao
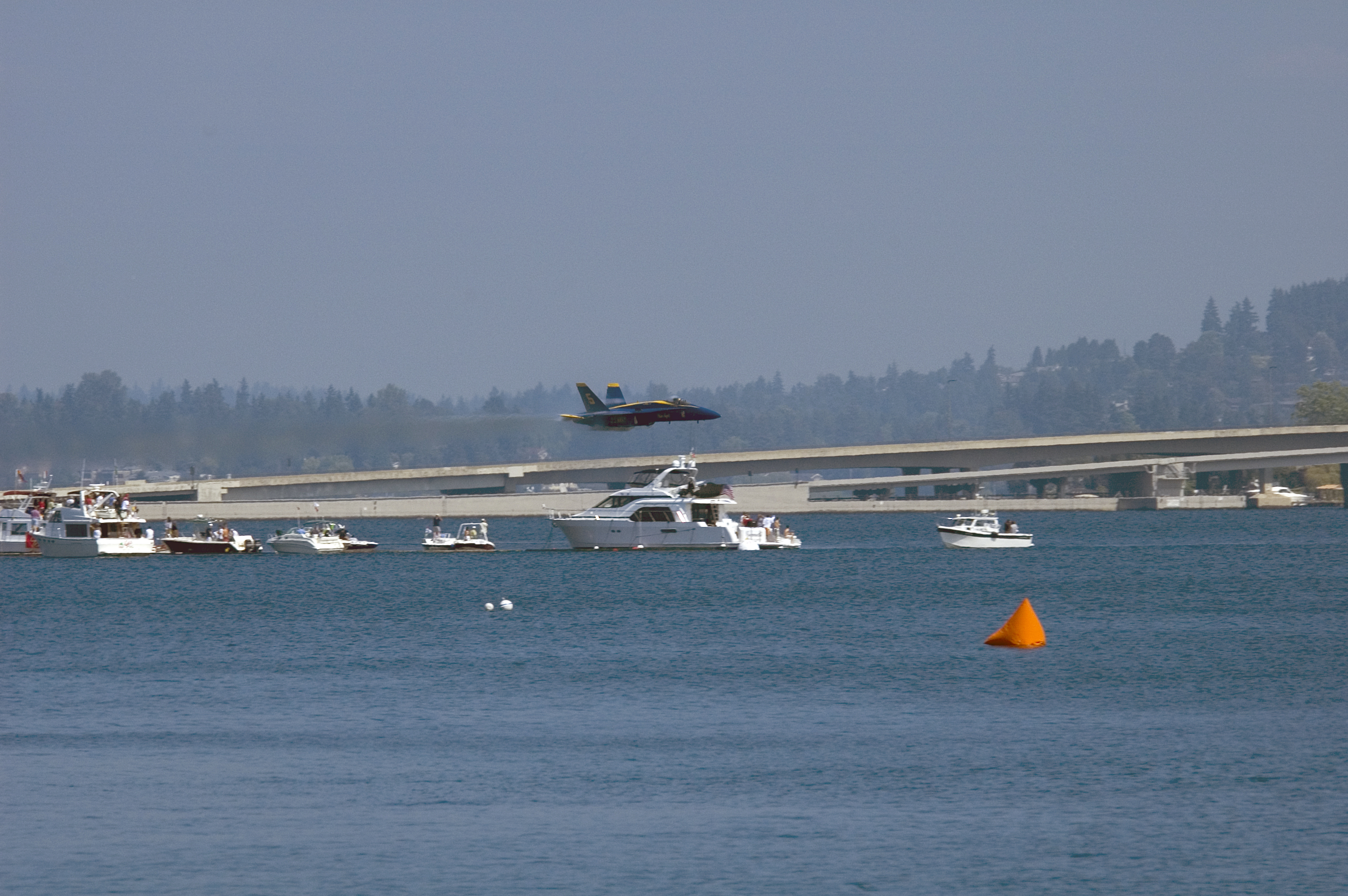
F/A-18 der Blue Angels

## Ziviler Tiefflug
Bis 2015 galt in Deutschland aus Lärmschutzgründen eine sogenannte Sicherheitsmindesthöhe von 600 Metern bei Überlandflügen nach Sichtflugregeln.  Die Mindestflughöhe für zivile Luftfahrzeuge wird nun seit 2015 grundsätzlich europarechtlich geregelt. Die Standardised European Rules of the Air (SERA) legt in SERA.5005 Buchstabe f für die Europäische Union die Mindestflughöhe fest. Sie beträgt über Städten und bebautem Gebiet 300 m (1000 ft), über sonstigen Landstrichen und Wasser 150 m (500 ft) bei Flügen nach Sichtflugregeln. Diese Höhen dürfen nur zum Start und zur Landung unterschritten werden. Die Abweichung von der Mindestflughöhe kann von der zuständigen Luftfahrtbehörde nach § 37 Luftverkehrs-Ordnung (LuftVO) genehmigt werden. Für Segelflugzeuge, Hängegleiter und Gleitschirme, für die es bauartbedingt notwendig ist, darf die Mindestflughöhe unterschritten werden. Gleiches gilt für landwirtschaftliche Flüge und Feuerlöscheinsätze, wo regelmäßig in 10 m Flughöhe geflogen wird. Eine Sonderform ist der Downwash-Flug mit Hubschraubern, im Katastrophenschutz und Agrarflug.
Bei Hängegleitern und Gleitschirmen ist der Tiefflug vielfach der Normalzustand, da so insbesondere an Hängen thermische und dynamische Aufwinde optimal genutzt werden können.
Extremer Tiefflug wird als Teil der Luftakrobatik geübt, wobei es zu Flughöhen bis herab zu einem Meter kommt. Ähnliches gilt für den Betrieb von Bodeneffektfahrzeugen.

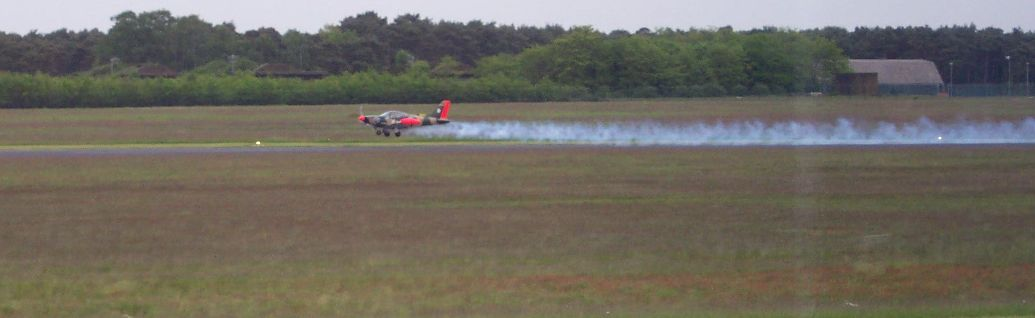
Tiefflug im Rahmen einer Flugvorführung
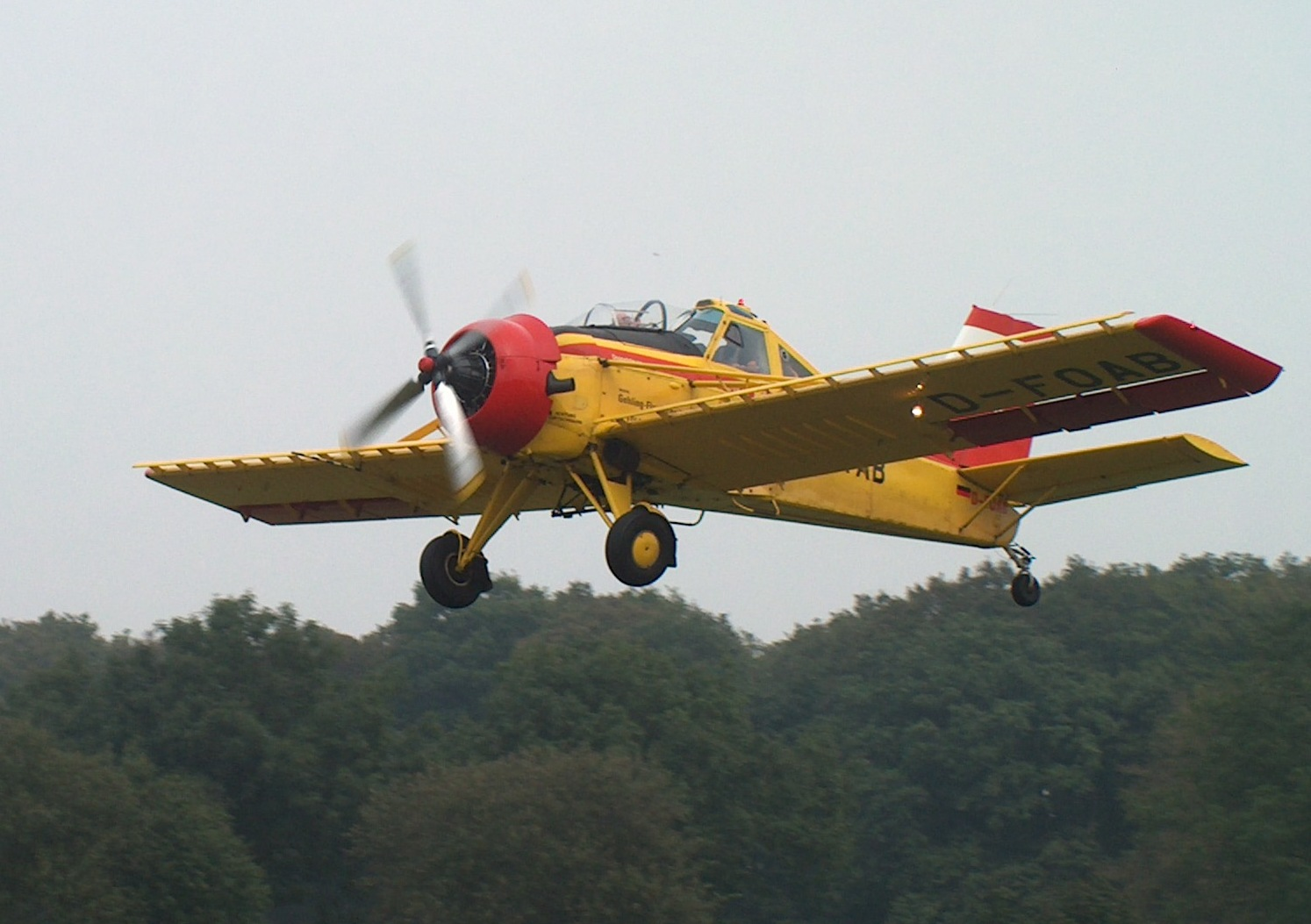
Landwirtschaftsflugzeug PZL-106 im Tiefflug
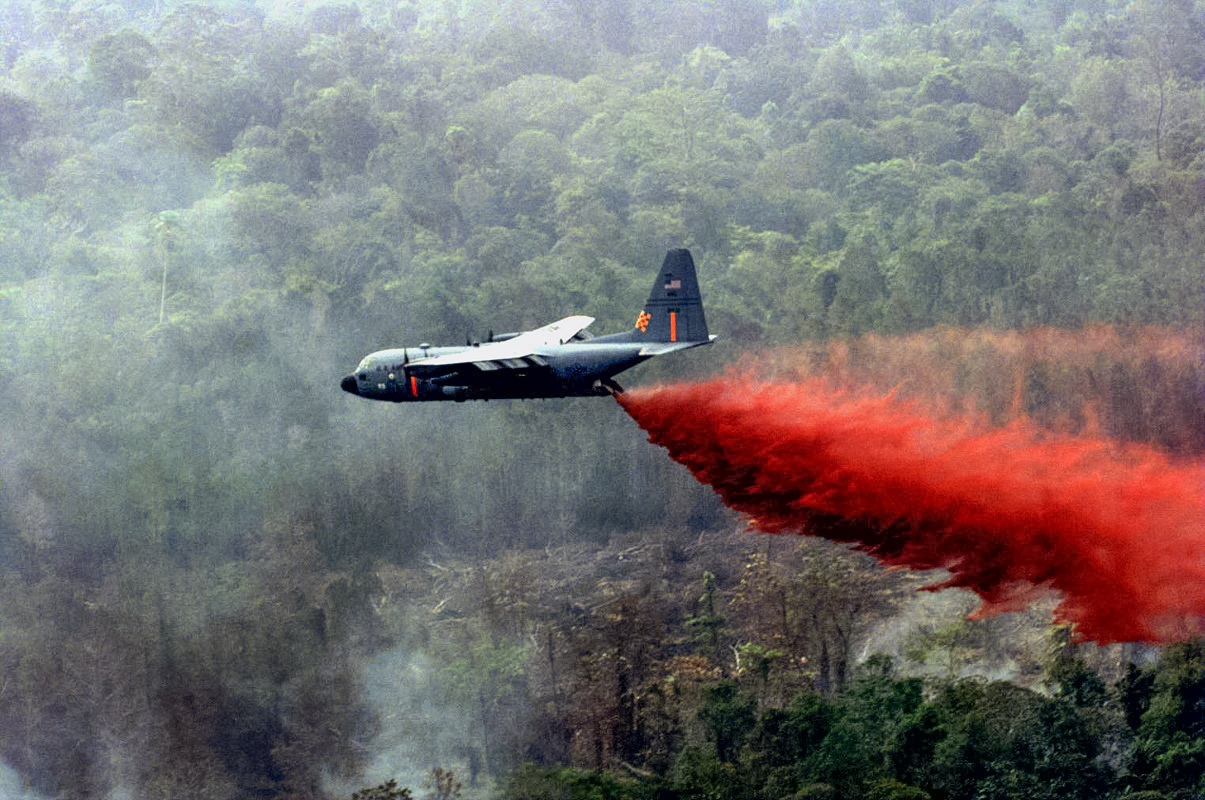
Löschflugzeug im Tiefflug
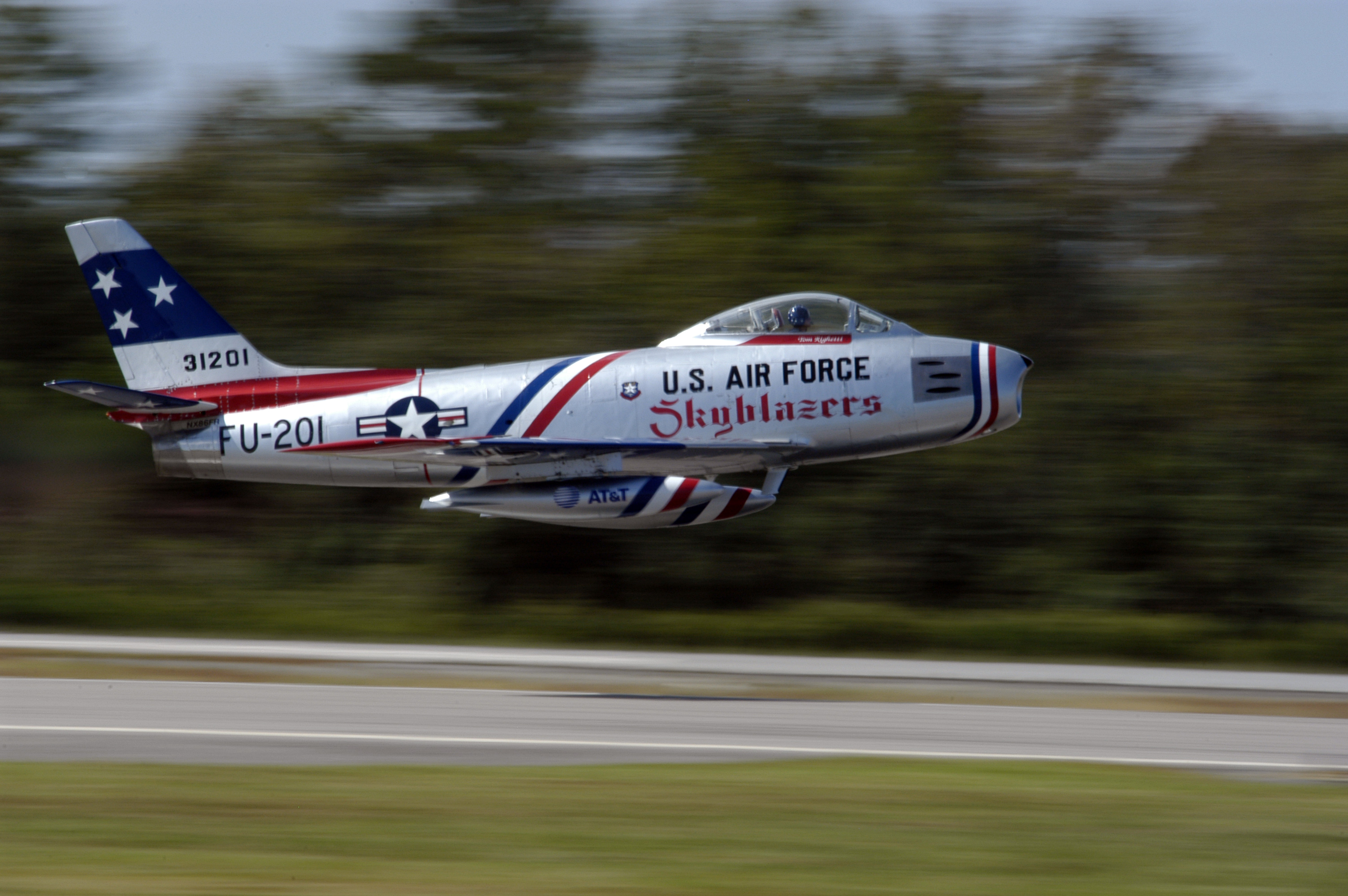
F-86 Sabre bei einer Flugschau

## Belästigungen
Tieffliegende Flugzeuge erzeugen eine Geräuschbelästigung, die in großen Teilen der Bevölkerung keine Akzeptanz findet. So wurde beispielsweise in der Schweiz eine Volksinitiative eingereicht, die das Ziel hatte, militärische Tiefflüge in den Tourismusregionen komplett zu verbieten. Die Initiative wurde abgelehnt.
In Mecklenburg kämpfte die Bürgerinitiative Freier Himmel e. V. von 2002 bis 2009 erfolgreich gegen die geplanten Tiefflugkorridore nördlich und südlich der Müritzregion. In über  20 gerichtlichen Verfahren unterlag das Bundesverteidigungsministerium den Klägern aus Mecklenburg und Brandenburg. 2009 erhielten der Freie Himmel e. V. sowie die BI Freie Heide den Regine-Hildebrand-Preis der Stiftung Solidarität.
Es gibt zahlreiche Vereinigungen, die gegen die Belastungen durch den Fluglärm eintreten.

## Gefahren
Durch die Nähe zum Boden ist die Reaktionszeit im Falle eines technischen Defekts gering. Die Unfallwahrscheinlichkeit ist gegenüber dem sonstigen Flugbetrieb gesteigert.